# 페이스북 메신저
페이스북 메신저(Facebook Messenger, 간단히 메신저/Messenger)는 텍스트와 음성 통신을 제공하는 자유 인스턴트 메신저 서비스이자 응용 소프트웨어이다. 페이스북의 웹 기반 채팅 기능과 통합되어 오픈 MQTT 프로토콜에 기반하는 메신저는 페이스북 사용자들이 모바일과 주 웹사이트에서 친구들과 대화할 수 있게 한다. 주로 줄여서 펨, 페메라고 부른다.
페이스북은 페이스북 메신저가 월간 10억 활동 사용자 수에 도달했다고 보고하였다. 데이비드 A. 마커스는 페이스북의 CEO 마크 저커버그의 초대로 페이스북 메신저로 이동하여 페이스북에 가입하였다.

## 역사
페이스북은 iOS와 안드로이드 버전의 페이스북 메신저를 2011년 8월 9일 런칭하였고 10월 11일 업데이트는 블랙베리 OS용 앱을 출시하였다. 페이스북은 타이젠 버전의 페이스북 메신저를 2015년 7월 13일 런칭하였다.
2014년 4월, 페이스북은 메인 페이스북 앱에서 메시징 기능이 제거되고 사용자들은 메신저를 다운로드해야 한다고 발표하였다.